# Cantone di Valbonne
Il Cantone di Valbonne è una divisione amministrativa dell'arrondissement di Grasse.
È stato costituito a seguito della riforma approvata con decreto del 24 febbraio 2014, che ha avuto attuazione dopo le elezioni dipartimentali del 2015.

## Composizione
Comprende parte della città di Antibes e gli 11 comuni di:
- Le Bar-sur-Loup
- Caussols
- Châteauneuf-Grasse
- Cipières
- Courmes
- Gourdon
- Gréolières
- Opio
- Le Rouret
- Tourrettes-sur-Loup
- Valbonne